# Colla Uais
Colla Uais („Szlachetny”), właśc. Carioll – na wpół legendarny zwierzchni król Irlandii z dynastii Milezjan (linia Eremona) w latach 327-331, syn Eochaida Doimléna, syna zwierzchniego króla Irlandii Cairbre’a II Liffechaira („z Liffey”), oraz żony Alechii, córki Updara, króla Alby. Według średniowiecznej irlandzkiej legendy i historycznej tradycji był jednym z „Trzech Collasów”, obok dwóch braci, Muiredacha (Colla da Chrioch) i Aeda (Colla Menn).
Colla Uais wraz z braćmi nastawał na stryja i arcykróla Fiachę VI Sraibtine. Ten wiedział o proroctwie mówiącym, że ten kto zabije przeciwnika, to jego potomkowie nigdy nie będą rządzić Irlandią. Podczas gdy Muiredach Tirech przeprowadzał kampanię wojenną w Munsterze, Collasowie pokonali i zabili jego ojca w bitwie pod Dubchomarem. Wówczas władza nad Irlandią przeszła na Collasa Uaisa. Panował on przez cztery lata, do czasu gdy został pokonany przez Muiredacha. Ten obejmując tron, skazał "Trzech Collasów" na wygnanie wraz z trzystoma ludźmi, do Alby (Szkocja). Collasowie służyli tam swemu dziadkowi macierzystemu, Updarowi. Pod koniec roku postanowili wrócić do Irlandii. Mieli nadzieję, że Muiredach II Tirech po zabiciu ich pozbawi się tronu dla swych potomków. Ale arcykról wiedząc o proroctwie, wziął ich na swe usługi.
Muiredach widząc, że potomstwo Collasów jest zbyt rozrodzone, wysłał ich na podbój Ulsteru. Chciał w ten sposób zachować spokój w swym kraju. Collasowie w przymierzu z mieszkańcami Connachtu pokonali Ulatów w Achadh-leithdheirg na terenie hr. Fermanagh. W siódmej i ostatniej bitwie zabili Fergusa IV Fogę, króla Ulsteru. Colla Menn także zginął w tej bitwie. Pozostali bracia po spaleniu stolicy Emain Macha, zajęli centralne okręgi Ulsteru, znane później jako Airgíalla (zang. Oriel), czyli „ludy podległe”. Kroniki Czterech Mistrzów datują ten podbój Ulsteru na 331 r. Księga podbojów Irlandii („Lebor Gabála Érenn”), podaje, że Colla Uais odwiedził Irlandię po tym, jak Muiredach II Tirech zginął z ręki króla Ulsteru, Caelbada mac Cruind Badrui, w Forcie nad rzeką Daball.
Jednak chronologia wczesnej irlandzkiej historycznej tradycji jest uznawana przez uczonych za sztucznie urobioną. Datują upadek stolicy Emain Macha na 450 r. Następnie uważają, że „Trzej Collasowie” to Conall, Enda i Eógan, synowie arcykróla Nialla I Noígiallacha, którzy także dokonali podboju Ulsteru w V w.

## Potomstwo
Według tradycji „Trzej Collasowie” byli uważani za krewnych Nialla Noígiallacha. Jednak badanie DNA dokonane na dzisiejszych potomkach Nialla i Collasów wykazały, że oni nie byli ze sobą spokrewnieni. Colla Uais pozostawił po sobie dwóch synów: Echacha i Ercca. Od Colli Uaisa wywodzą się Uí Meic Uais, Uí Tuirtri, Uí Cormaic, Uí Dáire, Ui Fiacrach Arda Sratha, Cenél Meic Cárthind, Cenél mBecce, Cenél Raithne i Cenél n-Erchoil. Księga Ballymote wymienia Síl Colla Uais, w którego wkład wchodzili Uí Mac Uais, Uí Tuírtre, Fir Luirg, Uí Fiacrach Arda Sratha, Uí Mic Cairthaind, Fir na tri leth, Fir Leitreach, Fir Lugaidh, Fir in Muighe, Uí Tabarna, Fir in Chláir, Uí Mic Cairthaind z L. Febail i Fir ili (Fir Li?). Oto nazwiska rodzin, które podawały się za potomków Colli Uaisa: Agnew, Alexander, Donelan, Flinn, Healy, Howard (z Anglii), MacAllister, MacClean, MacDonald, lordowie Wysp i wodzowie Glencoe; MacDonnell z Antrim; MacDougald, MacDowell, MacEvoy, MacHale, MacRory, MacVeagh (antyczne MacUais), MacVeigh, MacSheehy, O'Brassil, Ouseley, Rogers, Saunders, Saunderson, Sheehy, Wesley, i in.